# 安徽省涡阳第一中学
安徽省涡阳第一中学，简称"涡阳第一中学"或"涡阳一中"（涡阳地区亦简称为“一中”），位于安徽省涡阳县，始建于民国20年（公元1931年），是安徽省示范高中、国家级体育传统项目学校，是涡阳县最知名的中学。

## 历史沿革
涡阳一中创始于1931年，时称涡阳县立中学，老校区坐落在涡阳县城东关的老城区涡阳县涡河东路116号，这里原是清末毅军将领马玉昆的别墅，至今仍保留着一百多年前的清朝建筑，学校于1961年被确立为阜阳地区重点中学；1972年2月，正式更名为“安徽省涡阳第一中学”；2009年被评为“安徽省示范性普通高级中学”；2012年6月16日涡阳一中新校区在涡阳县南部教育园区正式动工兴建，2015年9月涡阳一中完成整体搬迁，正式入驻新校区。自此，长期制约学校的发展和学生的健康成长的硬件短板得到解决，学校进入学校全新的发展阶段。
| 时间           | 校名                                       | 校址                               |
| -------------- | ------------------------------------------ | ---------------------------------- |
| 民国20年1931年 | 涡阳县立中学                               | 涡阳县                             |
| 1940年秋       | 涡阳县立中学                               | 张村铺（今属利辛县）               |
| 1946年         | 同上（招设高中班）                         | 同上                               |
| 1947年秋       | 同上                                       | 县城老当典大院（即如今的皮鞋厂处） |
| 1948年         | 同上                                       | 战争原因学校停办                   |
| 1949年春       | 党和人民政府决定建立中学                   | 老城旧址                           |
| 1949年7月      | 皖北区涡阳初级中学                         | 同上                               |
| 1952年9月      | 涡阳第一初级中学                           | 同上                               |
| 1956年         | 安徽省涡阳中学（招收两班高中）             | 同上                               |
| 1957年         | 安徽省涡阳中学（学校扩建）                 | 同上                               |
| 1961年         | 安徽省涡阳中学（被确立为阜阳地区重点中学） | 同上                               |
| 1972年2月      | 安徽省涡阳第一中学（成为亳州地区重点中学） | 涡阳县涡河东路116号                |
| 2009年         | 安徽省涡阳第一中学（省级示范性高中）       | 涡阳县涡河东路116号                |
| 2015年9月—至今 | 安徽省涡阳第一中学（学校整体迁入新校区）   | 涡阳县城西街道将军大道             |

## 学校现况

### 办学规模
涡阳一中现有93个教学班，6024名学生（2017年3月）

### 师资力量
教职工495人，专任教师476人。其中硕士研究生16人，本科362人；高级教师144人，一级教师92人；国家级模范、优秀教师1人，省2市级模范、优秀教师36人；省、市特级教师9人，市级学科带头人14人，市级骨干教师24人省，市级教坛新星38人，县级教坛新星46人。

### 办学条件
学校坐落在南部新区教育园区内，占地面积408亩，规划建筑面积20多万平方米，已完成建筑面积10.7万平方米

## 杰出校友
*李建刚：  中国工程院院士、中国科学技术大学副校长

## 学校荣誉
学校先后荣获“全国读书育人特色学校”“国家级体育传统项目学校”“国家级群众性体育先进单位”等国家级荣誉